# 鈴木行一
鈴木 行一（すずき ゆきかず、1954年2月11日 - 2010年9月6日）は、日本の現代音楽の作曲家・編曲家。

## 人物
東京都生まれ。東京都立両国高等学校を経て1975年東京藝術大学音楽学部作曲科に入学。1983年東京藝術大学大学院作曲研究科修了。作曲を原博、宍戸睦郎、尾高惇忠、松村禎三、黛敏郎に師事。2010年9月6日、自宅にて心不全のために急逝。
妻は、東京芸術大学作曲科（尾高惇忠門下）出身の作曲家鈴木理恵子。

## 経歴
- 1978年、第47回日本音楽コンクール作曲管弦楽部門第1位。
- 1979年、UNESCO国際作曲家会議にて第4位（IMC・パリ）。
- 大学卒業後もアシスタントとして黛敏郎をサポートし、『題名のない音楽会』では1981年からアレンジャーとして管弦楽編曲を担当した。
- くらしき作陽大学で教授として後進を育てた。
- 指揮者としては、1976年から亡くなるまで、東京薬科大学ハルモニア管弦楽団常任指揮者を務めた。

### 管弦楽
- 管弦楽のためのクリマ（1978年）
- ピアノと管弦楽による交響的変容（1980年）
- 管弦楽のための頌歌（1990年）
- 篳篥と管弦楽のための森と星々の河（1992年）
- オカリナとオーケストラのための「輝ける生命の森」（1994年）
- 「勧進帳」素囃子とオーケストラ・混声合唱のために（2005年）

### 吹奏楽
- CLIMAT ブラスアンサンブルのために（1977年）
- 闇の光彩 吹奏楽のために（1996年）

### 室内楽・器楽
- 秋霖（1975年）
- オーボエとピアノのためのソナタ（1976年）
- Reversed Reveration for Clarinet solo （1977年）
- 6人の奏者のための響韻（1977年）
- コントラバスのためのクンダリーニ（1981年）
- ピアノ五重奏曲（1987年）
- 弦楽四重奏曲第1番（1999年）
- 弦楽四重奏曲第2番（2000年）
- 11人の打楽器奏者のための喜びの森（2000年）
- ヴァイオリンとピアノの為のラ・フォリア〜凍れる月（2001年）
- フルートソロのための閉ざされたアリア（2002年）
- トランペットとピアノの為のメロディー（2005年）
- トランペットとピアノの為の堤の春（2006年）
- 無伴奏ヴィオラのためのモノフォニー（2006年）
- NHK和楽団のためのさくらさくら変容（2006年）
- ピアノの為のマタラムの星（2006年）
- ヴィオラとピアノのための響唱の森（2009年・遺作）

### 声楽
- 彼女は〔テノールとピアノ〕（2000年）
- 片恋〔テノールとピアノ〕（2000年）

### 合唱
- 混声合唱組曲「美しいものについて」（1987年）
- 草野心平の詩による「海の響」（1990年）
- 虹の輪〔混声合唱とピアノ〕（1993年）
- 家族〔混声合唱版・女声合唱版、ピアノ伴奏〕（1994年）
- 混声合唱組曲「ふるさとの青い空」〔混声合唱とピアノ〕（1999年）
- ひとり林に〔混声合唱とピアノ〕（1999年）
- Oh My Friends（2005年）

### 映画
- 「ヒロシマナガサキ　核戦争のもたらすもの」（1982年5月14日公開、岩波映像）
- 「大病人」（1993年5月29日公開、東宝）- 指揮指導

### テレビドラマ
- 「殺人ダイヤルを廻した女」（1986年5月24日、テレビ朝日）
- 「能登泣き砂の殺意」（1986年11月22日、テレビ朝日）
- 「赤いネックレスの女」（1987年11月28日、テレビ朝日）
- 「遠野殺人事件」（1992年10月24日、テレビ朝日）

### 校歌
- 葛飾区立こすげ小学校 （2001年）
- 葛飾区立小松南小学校

### 管弦楽編曲
- 黛敏郎：バレエ音楽「THE KABUKI」（1986年）
- 芥川也寸志：佛立開導日扇聖人奉讃歌 いのち（1989年）
- 坂本龍一：世界陸上東京大会開会式のための音楽（1991年）
- 坂本龍一：バルセロナオリンピック開会式のための音楽「El Mar Meditarrani」（1992年）
- シューベルト：「冬の旅」〔バリトンとオーケストラ〕（1997年）

## 出演番組
- 題名のない音楽会